# Ari Suhonen
Ari Suhonen (* 19. prosince 1965) je bývalý finský atlet, běžec na střední tratě, halový mistr Evropy v běhu na 1500 metrů z roku 1988.

## Sportovní kariéra
Na přelomu 80. a 90. let 20. století patřil mezi evropskou mílařskou špičku. V roce 1987 vybojoval na evropském halovém šampionátu bronzovou medaili v běhu na 800 metrů. O rok později se stal halovým mistrem Evropy v běhu na 1500 metrů.